# Restio secundus
Restio secundus är en gräsväxtart som först beskrevs av Neville Stuart Pillans, och fick sitt nu gällande namn av Hans Peter Linder. Restio secundus ingår i släktet Restio och familjen Restionaceae. Inga underarter finns listade i Catalogue of Life.